# تومویا فوکودا
تومویا فوکودا (انگلیسی: Tomoya Fukuda؛ زادهٔ ۱۰ سپتامبر ۱۹۹۲) بازیکن فوتبال اهل ژاپن است.